# Thalerotricha mesoplaca
Thalerotricha mesoplaca är en fjärilsart som beskrevs av Turner 1939. Thalerotricha mesoplaca ingår i släktet Thalerotricha och familjen praktmalar, Oecophoridae. Inga underarter finns listade i Catalogue of Life.